# Irene Worth
Irene Worth CBE (23 de juny de 1916 – 9 de març de 2002) va ser una actriu teatral, cinematogràfica i televisiva de nacionalitat estatunidenca, estrella destacada de l'escena britànica i estatunidenca.

## Primers anys
El seu veritable nom era Harriet Elizabeth Abrams, i va néixer a Fairbury (Nebraska), en el si d'una família de fe mennonita. Els seus pares, Agnes Thiessen i Henry Abrams, eren educadors, i es van mudar de Nebraska a Califòrnia en 1920. Worth es va educar en la Newport Harbor High School de Newport Beach, al Santa Ana College de Santa Ana (Califòrnia), i a la Universitat de Califòrnia a Los Angeles.

## Carrera

### Shakespeare i el West End
Va entrar a formar part de la companyia teatral Old Vic en 1951, treballant amb Tyrone Guthrie i interpretant a Desdémona, a Helena en El somni d'una nit d'estiu, Porcia en El mercader de Venècia i la seva primera lady Macbeth. La companyia va fer gira per Sud-àfrica amb Worth com una de les seves primeres actrius.
En 1953 va participar en el Stratford Shakespeare Festival celebrat a Stratford (Ontario), en la seva temporada inaugural. En ell va ser la principal primera actriu, actuant sota una enorme carpa amb Alec Guinness a Tot va bé si acaba bé i Ricard III. Binkie Beaumont la va portar de nou a Londres per a treballar en el drama de N. C. Hunter A Day by the Sea, amb un repartiment que incloïa John Gielgud i Ralph Richardson. Posteriorment va formar part de la Midland Theatre Company de Coventry, representant l'obra d'Ugo Betti La regina degli insorti. La seva actuació li va assegurar actuar a Londres, on Kenneth Tynan va escriure sobre la tècnica de l'actriu el següent: «És grandiosa, sentida, meravellosament controlada, clara com el cristall i totalment immòbil.»
En la dècada de 1950 Worth va demostrar la seva excepcional versatilitat actuant en la farsa Hotel Paradiso, posada en escena a Londres amb Alec Guinness, i en la tragèdia de Schiller Maria Stuart, al costat d'Eva Le Gallienne. A més, va treballar a Broadway i en la comèdia shakespeariana Com agradeu, representada a Stratford (Ontario). En la peça d'Ivor Brown William's Other Anne va encarnar a la primera amant de Shakespeare, Anne Whateley, mentre que John Gregson era Shakespeare.

### La RSC i el Teatre Nacional
En 1962 va entrar en la Royal Shakespeare Company, representant al Teatre Aldwych, i aconseguint amb aquesta companyia algunes de les seves millors interpretacions. L'actriu va ser Goneril, en companyia de Paul Scofield (Lear), en l'aclamada producció que Peter Brook va posar en escena d' El rei Lear, en la primera de les seves diverses col·laboracions amb el director teatral. També va encarnar al seu implacable Goneril en l'austera versió cinematogràfica rodada en blanc i negre. Va repetir la seva Lady Macbeth i va actuar de nou per a Brook en l'obra de Friedrich Dürrenmatt Els físics. Després, en 1965, va viatjar a Nova York per a estrenar l'enigmàtica peça de Edward Albee titulada Tiny Alice, i en la qual va actuar al costat de John Gielgud guanyant el primer dels seus tres Premis Tony.
Va treballar amb Peter Brook a París i va viatjar a l'Iran representant Orghast, un intent de Brook de desenvolupar un llenguatge teatral internacional. En 1968 va col·laborar amb la Royal National Theatre a l'Old Vic actuant com a Iocasta en la producció que Peter Brook va fer de la peça de Sèneca Èdip, de nou al costat de Gielgud. A més, estava orgullosa d'haver participat en la posada en escena de l'obra de Noël Coward A Song at Twilight  (1966), en la qual l'autor va fer la seva última actuació teatral.

### Broadway
Worth va passar la major part de la dècada de 1970 a Amèrica del Nord, a part d'una temporada en el Teatre Greenwich, en el qual va interpretar a Gertrudis en una adaptació que Jonathan Miller va fer de Hamlet. També va ser Hedda Gabler a Stratford, Ontario, sent aquesta una de les que considerava les seves millors actuacions, i que va motivar que Walter Kerr escrivís al New York Times que «Miss Worth és possiblement la millor actriu del món».
Worth va aconseguir el seu segon Tony amb el paper d'Alexandra Del Lago en la peça de Tennessee Williams Dolç ocell de joventut, actuant al costat de Christopher Walken. Va ser novament nominada al Tony per la seva actuació com a Madame Ranévskaia en El jardí dels cirerers, treballant en companyia de Raúl Juliá, Mary Beth Hurt i Meryl Streep, la qual estava iniciant la seva carrera. Cap al final de la dècada va ser Winnie en Els dies feliços, obra de Samuel Beckett.
L'actriu també va intervenir en: l'estrena d'una altra obra d'Albee, The Lady from Dubuque, de la qual es van fer dotze representacions; en la peça d'Henrik Ibsen Juan Gabriel Borkman; en Toys in the Attic, de Lillian Hellman; i en The Golden Age, d'A. R. Gurney.

### Últims anys
En el drama radiofònic The Odyssey of Homer, guanyador en 1981 del Premi Peabody, Worth va encarnar a la deessa Atenea. En 1984, Peter Hall la va convidar a tornar al National Theatre per a ser Volúmnia a Coriolà, amb Ian McKellen en el paper del títol. L'empresari Joseph Papp la va persuadir per a tornar a ser Volumnia a Broadway, en una producció de Steven Berkoff, en la qual de nou va treballar amb Christopher Walken, que en aquesta ocasió va ser Coriolà. Altres peces en les quals va participar van ser la de David Hare The Bay at Nice (National, 1987) i Chère Maître (Nova York, 1998 i Almeida, Londres 1999).
En 1991 va guanyar un tercer Tony per la seva actuació com Grandma Kurnitz en la peça de Neil Simon Lost in Yonkers, intervenint després en la versió cinematogràfica interpretada per Richard Dreyfuss i Mercedes Ruehl.
En 1999 va actuar en la pel·lícula Onegin. Estava a punt del preestreno de la reposició a Broadway de la versió de l'obra de Jean Anouilh L'invitation au château, que es va titular Ring Round the Moon, quan Worth va tenir un ictus que li va impedir treballar en la producció. No obstant això, va continuar actuant fins a setembre de 2001, sent una de les seves últimes actuacions la que va fer amb Paul Scofield en el Teatre Almeida Theatre representant I Take Your Hand in Mine, de Carol Rocamora, peça basada en les cartes d'amor d'Anton Txekhov i Olga Leonardovna Knipper.

### Recitals
En la dècada de 1960, a Nova York, Worth i Gielgud havien col·laborat en una sèrie de lectures dramatitzades, primer d'obres de T. S. Eliot i Edith Sitwell, i després de Shakespeare. Era una forma teatral a la qual ella es va fer més adepta en fer-se gran, llegint igualment Virginia Woolf, Ivan Turgenev i Noel Coward, entre altres autors. Mediats els anys noranta, va dissenyar i va interpretar un monòleg de dues hores, Portrait of Edith Wharton, basat en la vida i obra d'Edith Wharton. Sense decorats, escenaris o attrezzo, creava els personatges utilitzant únicament la veu.

## Vida personal
Irene Worth va morir en un hospital de la ciutat de Nova York en 2002, després de sofrir un segon ictus. Tenia 85 anys. Al seu funeral, celebrat en el The Public Theater de Nova York, van assistir, entre d'altres, Edward Albee, Christopher Walken, Mercedes Ruehl, Meryl Streep i Alan Rickman.

## Guardons
- Premi televisiu del Daily Mail per La dama del mar (1953 – 54)
- Premi BAFTA a la millor actriu per Orders to Kill (1958)
- Premi Ondas 1956
- Premi Page One per Toys in the Attic (1960)
- Premi Tony a la millor actriu dramàtica per Tiny Alice (1965)
- Premi de Evening Standard per Suite in Three Keys (1966)
- Premi del Variety Club of Great Britain per Heartbreak House (1967)
- Premi a la millor actriu Plays and Players London Theatre Critics per Heartbreak House (1967)
- Comanadora d'honor de l'Orde de l'Imperi Britànic en 1975.
- Premi Tony per Dolç ocell de joventut (1975 – 76)
- Premi Joseph Jefferson a la millor actriu per Dolç ocell de joventut (1975 – 76)
- Premi Drama Desk per  El jardí dels cirerers (1977)
- Premi OBIE per The Chalk Garden (1981 – 82)
- Premi Emmy per "Live From Lincoln Center: Chamber Music Society of Lincoln Center with Irene Worth and Horaci Gutiérrez" (1986)
- Premi OBIE (1988 – 89)
- Premi Tony per Lost in Yonkers (1991)
- Premi Drama Desk per Lost in Yonkers (1991)

## Filmografia
- Another Shore (1948)
- One Night with You (1948)
- Orders to Kill (1958), amb Lillian Gish, dirigida per Anthony Asquith
- The Scapegoat (1959), amn Alec Guinness i Bette Davis
- Nicolau i Alexandra (1971), amb Janet Suzman, Michael Jayston, Laurence Olivier, Jack Hawkins, Michael Redgrave i Harry Andrews
- Happy Days (1980) (TV)
- Deathtrap (1982), amb Michael Caine i Christopher Reeve, dirigida per Sidney Lumet
- Taules separades (TV) (1983), amb Julie Christie, Alan Bates i Claire Bloom, dirigida per John Schlesinger
- The Tragedy of Coriolanus (1984) (TV), dirigida per Elijah Moshinsky
- Fast Forward (1985), dirigida per Sidney Poitier
- Lost in Yonkers (1993), amb Richard Dreyfuss i Mercedes Ruehl, dirigida per Martha Coolidge
- Just the Ticket (1998), amb Andy García i Andie MacDowell
- Onegin (1999), amb Ralph Fiennes, Toby Stephens i Liv Tyler, dirigida per Martha Fiennes